# Lighthouse Family
Lighthouse Family là một ban nhạc gồm có hai người, nổi tiếng vào giữa thập niên 1990s và tiếp tục hoạt động cho tới những năm đầu của thập niên 2000. Ca sĩ Tunde Baiyewu và nhạc sĩ keyboard Paul Tucker thành lập ban nhạc vào năm 1993 tại Newcastle upon Tyne, UK sau khi gặp nhau trong khi học ở đại học, cả hai cùng làm kiếm tiền tại cùng một quán nước. Dĩa nhạc đầu tay của họ vào năm 1995 debut album Ocean Drive đã bán được 1.8 triệu bản chỉ riêng tại Anh Quốc và trở thành cặp đôi về loại nhạc easy listening được biết đến ở khắp Âu Châu.

Những bài nhạc nổi tiếng của họ gồm có: "Lifted", "Lost In Space", "Ocean Drive", "Raincloud" và "High", mà cũng đã đạt được hạng nhất trong các dĩa đơn ở Úc.

## Dĩa nhạc
- Ocean Drive (1995)
- Postcards from Heaven (1997)
- Whatever Gets You Through the Day (2001)